# Колтовский, Митрофан Митрофанович
Колтовский Митрофан Митрофанович (25.02.1886 г. Николаев — 18.01.1954, Марокко) — религиозный деятель, инженер, лётчик. Участник Перовой и Второй мировых войн.

## Биография
Из дворян Колтовских. Родился 25 февраля 1886 года в дворянской семье в городе Николаев, Херсонской губернии. Отец Митрофан Егорович Колтовский (1836—1896) — капитан 1-го ранга, в будущем контр-адмирал Черноморского флота, генерал-лейтенант по адмиралтейству, градоначальник Керчь-Еникальского градоначальство. Мать — Мария Николаевна Колтовская (урождённая Подгусская).
Учился в Одесском и Киевском кадетских корпусах. В 11 лет, потеряв отца, перевелся в 1-й Кадетский корпус. В 1906 году окончил 1-й Кадетский корпус в Санкт-Петербурге. Через два года в 1908 окончил Николаевское кавалерийское училище. Службу начал корнетом в Крымском конном Её Императорского Величества Государыни Императрицы Александры Фёдоровны полку. После развода с женой покинул полк по собственному желанию. В январе 1913 года в звании поручика по личному прошению направлен на офицерские теоретические курсы авиации при Санкт-Петербургском политехническом институте. Учился в 4-м наборе курсантов (ЦГИА СПб ф. 478, оп. 7, д. 4, стр. 1 — 5). По окончании курсов обучался полётам в Севастопольской авиационной школе. Однако согласно биографии, написанной его женой, Марией Петрововной, с кем он прожил 40 лет, про Севастопольскую авиационную школу не сказано ничего. Но в биографии однозначно написано, что перевелся в автомобильные войска и окончил автомобильную школу, которая как раз открылась в 1913 году. В биографии жена также пишет, что М.М. служил у генерала Секретева. 
Участник Первой мировой войны. Был ранен. После ранения формировал санитарный отряд между селом Ивановским и Шлиссенбургом.  При начале развалившейся армии получил в командование автомобильный городок. Войну окончил в звании полковника. После Октябрьского переворота организовал и возглавил добровольческую дружину по охране Патриарха Тихона. Служил иподиаконом у Патриарха Тихона. Являлся одним из оппонентов на диспутах с А. В. Луначарским. Первый раз был арестован в 1919 году. После освобождения служил товарищем Председателя приходского совета храмов Иоанновского женского монастыря. Второй арест — 1923 год. После ссылки вернулся в Ленинград. 22 декабря 1933 года вновь арестован. Проходил по групповому "Делу «евлогиевцев». (Архив УФСБ по Санкт-Петербургу и Ленинградской области Д.П-66773). (Вместе с М. М. Колтовским по делу проходил студент Ленинградского индустриального института М. В. Гундяев — отец Патриарха Кирилла). 25.02.1934 года по приговору тройки УНКВД по Ленинградскому военному округу приговорён к ИТЛ. Наказание отбывал на Колыме. После окончания срока проживал в Ленинграде.
Участник Великой Отечественной войны. После окончания войны оказался в Германии в лагере для перемещённых лиц в Менхегофе. Инвалид, без ноги. До 1947 года заведующий Фондом помощи нуждающимся братьям при Менхегофском храме. Переехал в Марокко, поселился в пригороде Касабланки посёлке Бурназель, который являлся русским лагерем для перемещенных лиц. Внес большой вклад в украшение и оформление русских храмов в Бурназеле — храм Святой Троицы и в Касабланке — храм Успения Божией Матери. Принимал самое активное участие в деятельности Марокканского Общекадетского объединения. Создатель и хранитель кадетской лампады. Умер Митрофан Митрофанович Колтовский 18 января 1954 года. Похоронен в Марокко на христианском кладбище Бен М′Сик города Касабланка.
В собственноручно заполненной анкете и некоторых письмах Митрофан Митрофанович пишет свою фамилию как "Колтовской". Возможно, изменение одной буквы было связано с желанием уйти из розыска СМЕРШ как советского гражданина на 1939 год и подлежащего возвращению в СССР. Согласно другой версии, вариант фамилии "Колтовской" на английском языке является более простым в написании.
Жена, Мария Петровна и сын в 1956 году собрали все необходимые документы для переезда в США со всеми русскими из лагеря Бурназель. Лампада и списки поминаемых кадет были переданы в кадетскую церковь Знамения Божией матери в Париже.